# Glòbul de Thackeray
Els glòbuls de Thackeray són núvols de pols opaca i densa que es troben a l'espai, coneguts com a glòbuls de Bok en la regió de formació estel·lar IC 2944.
No es coneix gaire sobre l'origen i la natura d'aquests glòbuls a IC 2944, descoberts per l'astrònom A. David Thackeray el 1950. Els glòbuls s'associen a grans regions de formació estel·lar que emissores d'hidrogen, que anul·len la lluentor de la llum del gas d'hidrogen.Contenen una massa de fins a 15 vegades la massa del Sol. La regió IC 2944 rica en hidrogen que l'envolta és plena de gas i pols il·luminat i escalfat per un cúmul d'estrelles que són molt més massives que el nostre Sol. IC 2944 es troba a uns 5.900 anys llum de la constel·lació de Centaure.
Els glòbuls són zones potencials de formació de noves estrelles, encara que probablement erosionades per la radiació de les estrelles joves del voltant.

Els glòbuls de Thackeray estan fracturats i a conseqüència de la radiació de les estrelles joves i calentes que escalfen la brillant nebulosa d'emissió. Aquests glòbuls i d'altres de similars associats a zones de formació estel·lar podrien acabar dissipant-se degut a l'ambient hostil que els envolta.